# Allan Thompson
Allan Thompson es un personaje ficticio británico de las historietas de la serie Las aventuras de Tintín, del dibujante belga Hergé. Es el prototipo de mercenario canalla interesado exclusivamente por el dinero, y por tanto siempre enemigo de Tintín, con quien se cruzará en varias ocasiones. Acostumbra a llevar una gorra de marinero de color blanco y visera negra, y es común verle fumando un cigarro. 

## Historia
Su primera aparición fue en Los cigarros del faraón, aparición que en realidad es retroactiva, cuando Hergé redibujó esta aventura, ya que no estaba en la original. Aquí aparece haciendo operaciones de contrabando en el Mar Rojo en compañía de otro malo, Rastapopoulos. Aparece de nuevo en El cangrejo de las pinzas de oro (su primera aparición originalmente), donde Allan es contramaestre del mercante Karaboudjan. Supuestamente está a las órdenes del capitán Haddock, quien aparece por vez primera en este álbum y es quien manda nominalmente el buque. Pero Allan consigue tenerle anulado manteniéndolo emborrachado gracias al whisky para tener el control del barco, y así poder usarlo para hacer contrabando de opio de espaldas a su capitán, mientras recibe órdenes del traficante Omar Ben Salaad. Tintín y Haddock conseguirán que sea arrestado junto a sus compinches en Marruecos, después de que Haddock reconociera en el puerto el barco, que había fingido su hundimiento. 
Unos años más tarde, Tintín vuelve a encontrarse a Allan en la aventura Stock de coque (publicada un año después de que Hergé redibujara Los cigarros del faraón), donde es el capitán del barco mercante Ramona, que pertenece a un multimillonario conocido como Marqués de Gorgonzola, que no es otro que el mismo Rastapopoulos. Tintín y Haddock son sorprendidos por Allan en este barco y encerrados con llave en un camarote. Su intención es eliminarlos definitivamente, pero un incendio originado en el barco le hace huir rápidamente junto con su tripulación, temerosos de la gran cantidad de munición que tienen en las bodegas. Aprovechando esto, Tintín y Haddock consiguen liberarse y apagar el fuego, y descubren que en las bodegas hay muchos africanos que, bajo el pretexto de ayudarles en su peregrinación a La Meca, eran transportados para ser vendidos como esclavos. Por este hecho, Allan vuelve a ser arrestado al ser interceptado junto a su tripulación por el ejército. 
Su última aparición es en Vuelo 714 para Sydney, donde es de nuevo el brazo derecho de Rastapopoulos. Su misión es llevar a los protagonistas de la aventura a través de la isla hasta un búnker de la Segunda Guerra Mundial, donde estarán encerrados hasta que el multimillonario Laszlo Carreidas, a quien secuestran, haya satisfecho la voluntad de Rastapopulos de entregarle su fortuna, para después ser todos hundidos en el mar. Los protagonistas consiguen escapar, y Allan tendrá que perseguirlos por toda la isla para capturarlos de nuevo. Sin embargo, todos sus intentos serán en vano. Creyendo que los tiene arrinconados en una gruta, Allan va a buscar a los rebeldes sondonesios a quienes había contratado bajo falsas promesas, pero éstos le propinan una paliza y huyen espantados debido a las imágenes de ese lugar considerado sagrado. Finalmente, una explosión de dinamita en la gruta provocará la erupción del volcán de la isla, obligando a Allan, Rastapopoulos y sus compinches a huir en una balsa pneumática. Una vez en el agua, es hipnotizado por extraterrestres y abducido por un ovni, siendo su destino desconocido.
Según la versión de Yves Rodier de Tintin y el Arte-Alfa, después del fallido intento de apoderarse de la fortuna de Carreidas en Vuelo 714 para Sydney, Allan emigró a Estados Unidos e intentó alejarse de la delincuencia trabajando de cartero, pero finalmente fue apresado.
Su nombre es Allan Thompson en la versión original francesa y en la mayoría de traducciones, pero las traducciones en inglés eliminan el apellido para evitar confusión con los nombres de los amigos de Tintín, los detectives Hernández y Fernández, cuyos nombres en inglés son Thomson y Thompson.
En la serie animada de televisión Las aventuras de Tintín, es detenido por Tintín, sin ni siquiera conocerlo, al final de Los cigarros del faraón, cuando forma parte de una tribu enmascarada de traficantes de estupefacientes.